# Vadim Perelman
Vadim Parelman (Kiev, 8 settembre 1963) è un regista ucraino naturalizzato canadese.

## Biografia
Di origini ebraiche, è cresciuto nell'allora Unione Sovietica in una comune di Kiev. A nove anni perde il padre in un incidente automobilistico. Quattordicenne, insieme alla madre lascia Kiev per stare due mesi a Vienna e poi un anno ad Ostia, dove, a causa delle precarie condizioni economiche, vive di espedienti. Una volta ottenuti i visti, la famiglia si trasferisce definitivamente in Canada, dove Perelman poi si laureerà in fisica all'Università dell'Alberta di Edmonton. Dopo un corso breve di regia decide di trasferirsi a Toronto, dove frequenta per due anni la School of Image Arts dell'Università Ryerson, e infine apre la sua casa di produzione Canned Films.
A Los Angeles inizia una prolifica carriera di regista di pubblicità e video musicali. Nel 2003 si fa notare dalla critica grazie alla sua opera prima La casa di sabbia e nebbia, distribuita da DreamWorks: due dei componenti del cast, Ben Kingsley e Shohreh Aghdashloo, ricevono una candidatura agli Oscar 2004. Il film, per il quale Vadim vince il National Board of Review Award al miglior regista esordiente, segna anche il suo accreditamento alla sceneggiatura. Dopo una pausa, dirige nel 2008 Davanti agli occhi con Uma Thurman, film che non ottiene positivi riscontri né da parte del pubblico né della critica. Nel 2020 si riaffaccia sulle scene internazionali con Lezioni di persiano. 

## Filmografia

### Regista
- La casa di sabbia e nebbia (2005)
- Davanti agli occhi (2007)
- Pepel (2013) - Miniserie TV
- Izmeny (2015) - Miniserie TV
- Yolki 5 (2016)
- Kupi menya (2018)
- Lezioni di persiano (Persian Lessons) (2020)

### Sceneggiatore
- La casa di sabbia e nebbia (2005)